# Sădijsko pole
Sădijsko pole (bulgariska: Съдийско поле) är ett distrikt i Bulgarien.   Det ligger i kommunen Obsjtina Nova Zagora och regionen Sliven, i den centrala delen av landet, 220 km öster om huvudstaden Sofia.